# Veyssilieu
Veyssilieu est une commune française rurale située dans le département de l'Isère en région Auvergne-Rhône-Alpes. E
La commune se situe dans les collines du sud ouest de l'Ile-Cremieu, dernier bastion du Jura, en limite de la progression de glaciers au quaternaire et ses habitants sont les Veyssillards

## Géographie

### Situation et description
Le territoire de la commune se superpose à la géographie en suivant la vallée du ruisseau de la Ribaudière presque depuis sa source dans une petite vallée encaissée, jusqu'à la plaine marécageuse du bas de Panossas, où elle s'étend plus largement. Les limites latérales suivent approximativement les lignes de crêtes latérales. Son altitude va de 420 m au mont Chatelant à 245 m avant l'étang de Moras, mais toute la ligne de crête voisine les 400 m.
La surface boisée est importante et directement liée aux fortes pentes.

### Communes limitrophes
| Chozeau   | Villemoirieu             |       |
| Panossas  | Veyssilieu               | Moras |
| Frontonas | Saint-Marcel-Bel-Accueil |       |

### Climat
Pour des articles plus généraux, voir Climat d'Auvergne-Rhône-Alpes et Climat de l'Isère.
En 2010, le climat de la commune est de type climat des marges montargnardes, selon une étude du Centre national de la recherche scientifique s'appuyant sur une série de données couvrant la période 1971-2000. En 2020, Météo-France publie une typologie des climats de la France métropolitaine dans laquelle la commune est exposée à un climat de montagne ou de marges de montagne et est dans la région climatique  Moyenne vallée du Rhône, caractérisée par un bon ensoleillement en été (fraction d’insolation > 60 %), une forte amplitude thermique annuelle (4 à 20 °C), un air sec en toutes saisons, orageux en été, des vents forts (mistral), une pluviométrie élevée en automne (250 à 300 mm). 
Pour la période 1971-2000, la température annuelle moyenne est de 11,3 °C, avec une amplitude thermique annuelle de 17,9 °C. Le cumul annuel moyen de précipitations est de 1 107 mm, avec 9,9 jours de précipitations en janvier et 6,9 jours en juillet. Pour la période 1991-2020, la température moyenne annuelle observée sur la station météorologique de Météo-France la plus proche, « Lyon-Saint-Exupery », sur la commune de Colombier-Saugnieu à 9 km à vol d'oiseau, est de 12,8 °C et le cumul annuel moyen de précipitations est de 862,5 mm,. Pour l'avenir, les paramètres climatiques de la commune estimés pour 2050 selon différents scénarios d'émission de gaz à effet de serre sont consultables sur un site dédié publié par Météo-France en novembre 2022.

### Hydrographie
Au nord du Petit Meyzieu, le champ dénommé l'"étang" et les "première et deuxième chaussées" témoignent des digues et retenues d'eau visibles sur les cartes d'état major  et déjà sur celle de Cassini, du fait des marécages ou d'une possible utilisation d'énergie hydraulique.
Deux toponymes témoignent pour cette hypothèse :
- serra : en franco provençal, ce terme sont liés à une surface souvent boisée, en pente au-dessus d'un cours d'eau sur lequel est implanté une scierie mue par l’énergie hydraulique[9].
- sciau : nom de la parcelle juste au-dessus, sur le même bassin versant mais sur le territoire de Moras, peut être rapproché de rapprocher de scie (mais aussi de scion en arboriculture).

Ces  cartes montrent encore l'étang du château en contrebas du cimetière, qui alimentait le moulin sous l'église.

## Urbanisme

### Typologie
Au 1er janvier 2024, Veyssilieu est catégorisée commune rurale à habitat dispersé, selon la nouvelle grille communale de densité à sept niveaux définie par l'Insee en 2022.
Elle est située hors unité urbaine. Par ailleurs la commune fait partie de l'aire d'attraction de Lyon, dont elle est une commune de la couronne,. Cette aire, qui regroupe 397 communes, est catégorisée dans les aires de 700 000 habitants ou plus (hors Paris),.

### Occupation des sols
L'occupation des sols de la commune, telle qu'elle ressort de la base de données européenne d’occupation biophysique des sols Corine Land Cover (CLC), est marquée par l'importance des forêts et milieux semi-naturels (54,1 % en 2018), une proportion identique à celle de 1990 (54,1 %). La répartition détaillée en 2018 est la suivante : 
forêts (54,1 %), zones agricoles hétérogènes (42,5 %), terres arables (3,5 %). L'évolution de l’occupation des sols de la commune et de ses infrastructures peut être observée sur les différentes représentations cartographiques du territoire : la carte de Cassini (XVIIIe siècle), la carte d'état-major (1820-1866) et les cartes ou photos aériennes de l'IGN pour la période actuelle (1950 à aujourd'hui).

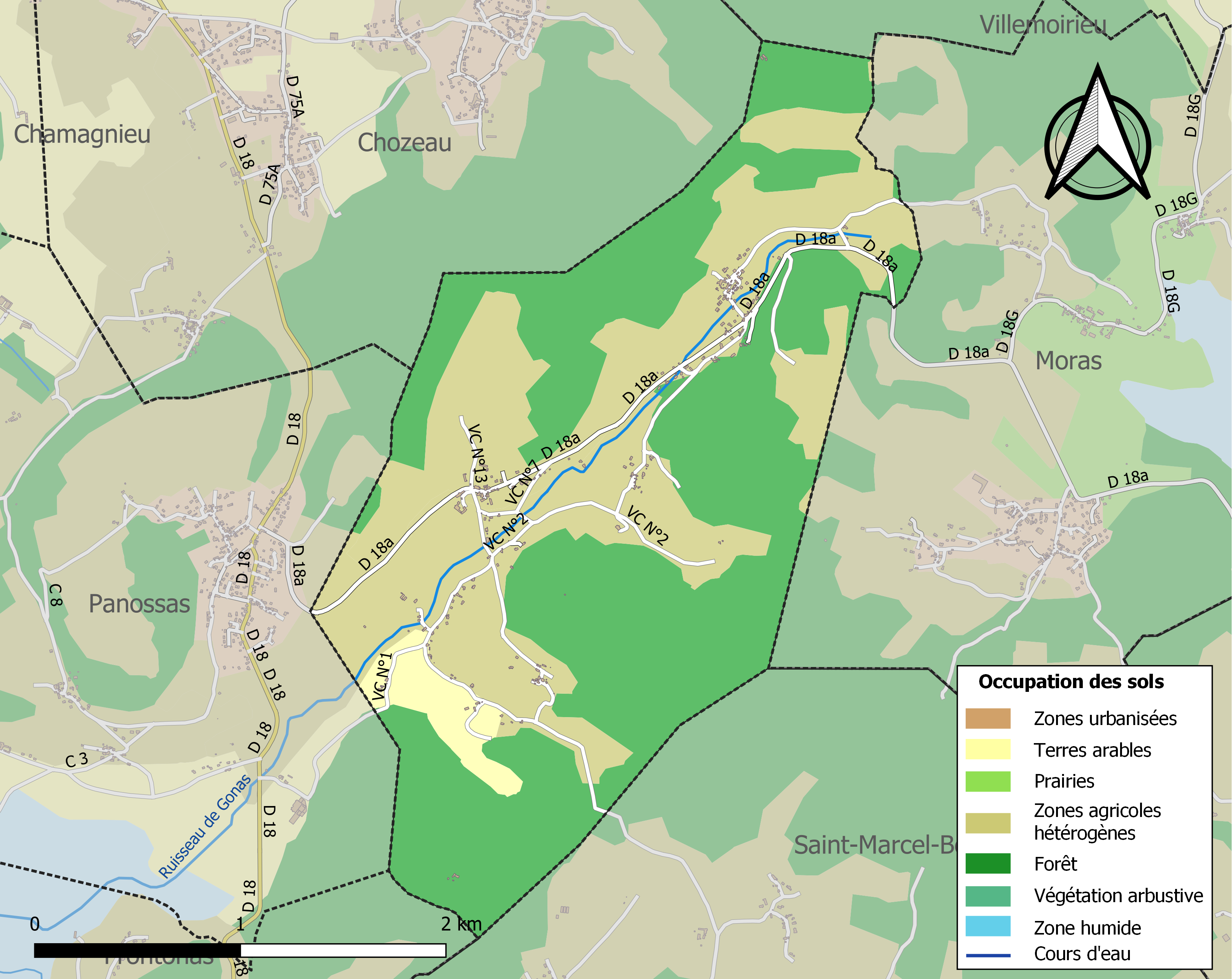
Carte des infrastructures et de l'occupation des sols de la commune en 2018 (CLC).

### Risques naturels et technologiques

#### Risques sismiques
L'ensemble du territoire de la commune de Veyssilieu est situé en zone de sismicité no 3 (sur une échelle de 1 à 5), comme la plupart des communes de son secteur géographique.
| Type de zone | Niveau            | Définitions (bâtiment à risque normal) |
| ------------ | ----------------- | -------------------------------------- |
| Zone 3       | Sismicité modérée | accélération = 1,1 m/s2                |

## Histoire
La présence d'une pierre à cupule référencée sur la colline du Traversa (à 300 m sur le territoire de Panossas) attestent de la présence humaine dès le néolithique. Plusieurs communes voisines portent de telles traces, ce qui laisse supposer une population importante sur le secteur. Une autre pierre est observable sur le mont Charguai, sur la limite communale avec Chozeau à quelques mètres du chemin, portant de plus un creux carré important.
L'occupation romaine a été importante au débouché de la vallée (important complexe avec greniers et thermes de Panossas). Le suffixes en "ieu" (Veysillieu, petit Meyzieu, Sartarieu) dérive de -acus, du suffixe d'origine gauloise *-āko(n), généralement noté -acum en latin. C'est un suffixe locatif à l'origine qui va plus tard désigner des villae gallo-romaines et peut indiquer le don de lopin de terre à des légionnaires des armées romaines pour bons et loyaux services.On peut supposer que ces villae étaient liés à l'établissement de Panossas.
La rue Templier Pinusas témoigne quant à elle de dépendances vis a vis probablement de la commanderie de Montiracle à Villemoirieu, et donc de liens avec les dépendances de Chozeau, commune voisine, la maison templière de Courtenay étant trop éloignée.
Les toponymes en as ou az sont un des derniers vestiges de la langue parlée il y a encore quelques dizaines d'années ici : le dauphinois (langue franco-provençal ou arpitan). Le s et le z indiquaient une accentuation de l'avant dernière syllabe mais ne se prononçaient pas.

### Administration municipale

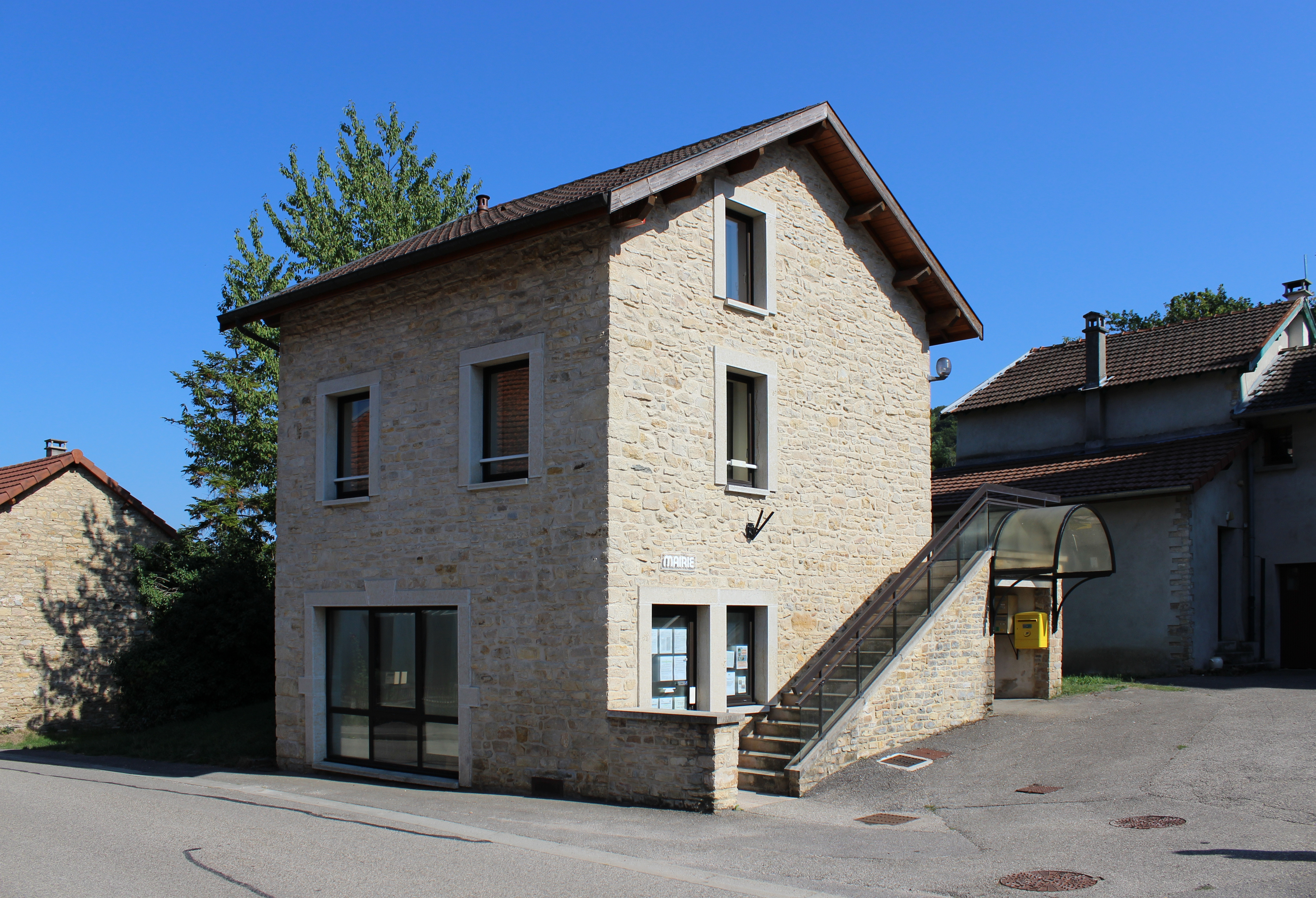
Mairie de Veyssilieu

## Politique et administration

### Liste des maires
| Période                                  | Période  | Identité       | Étiquette | Qualité       |
| ---------------------------------------- | -------- | -------------- | --------- | ------------- |
|                                          |          | Jacques Perrin |           |               |
| mars 2001                                | 2014     | Marc Bernard   |           |               |
| mars 2014                                | 2020     | Joël Mazzaro   | SE        | Fonctionnaire |
| 2020                                     | En cours | Karim Ameziane |           |               |
| Les données manquantes sont à compléter. |          |                |           |               |

## Population et société

### Démographie
L'évolution du nombre d'habitants est connue à travers les recensements de la population effectués dans la commune depuis 1793. Pour les communes de moins de 10 000 habitants, une enquête de recensement portant sur toute la population est réalisée tous les cinq ans, les populations de référence des années intermédiaires étant quant à elles estimées par interpolation ou extrapolation. Pour la commune, le premier recensement exhaustif entrant dans le cadre du nouveau dispositif a été réalisé en 2005.

En 2022, la commune comptait 324 habitants, en évolution de −3,57 % par rapport à 2016 (Isère : +3,07 %, France hors Mayotte : +2,11 %).
| 1793 | 1800 | 1806 | 1821 | 1831 | 1836 | 1841 | 1846 | 1851 |
| ---- | ---- | ---- | ---- | ---- | ---- | ---- | ---- | ---- |
| 359  | 356  | 317  | 327  | 367  | 366  | 373  | 402  | 402  |

| 1856 | 1861 | 1866 | 1872 | 1876 | 1881 | 1886 | 1891 | 1896 |
| ---- | ---- | ---- | ---- | ---- | ---- | ---- | ---- | ---- |
| 402  | 366  | 346  | 335  | 305  | 274  | 254  | 251  | 231  |

| 1901 | 1906 | 1911 | 1921 | 1926 | 1931 | 1936 | 1946 | 1954 |
| ---- | ---- | ---- | ---- | ---- | ---- | ---- | ---- | ---- |
| 203  | 203  | 201  | 159  | 142  | 118  | 108  | 111  | 117  |

| 1962 | 1968 | 1975 | 1982 | 1990 | 1999 | 2005 | 2006 | 2010 |
| ---- | ---- | ---- | ---- | ---- | ---- | ---- | ---- | ---- |
| 83   | 83   | 113  | 172  | 225  | 240  | 284  | 289  | 293  |

| 2015 | 2020 | 2022 | - | - | - | - | - | - |
| ---- | ---- | ---- | - | - | - | - | - | - |
| 322  | 327  | 324  | - | - | - | - | - | - |

### Enseignement
La commune est rattachée à l'académie de Grenoble.

### Médias
Historiquement, le quotidien à grand tirage Le Dauphiné libéré consacre, chaque jour, y compris le dimanche, dans son édition du Nord-Isère, un ou plusieurs articles à l'actualité du canton, de la communauté de communes, ainsi que des informations sur les éventuelles manifestations locales, les travaux routiers, et autres événements divers à caractère local.

### Cultes
La communauté catholique et l'église de Veyssilieu (propriété de la commune) sont desservies par la paroisse catholique Saint-martin de l'Isle Crémieu (relais de la vallée) qui elle-même est rattachée au diocèse de Grenoble-Vienne.

## Culture et patrimoine

### Lieux et monuments
- Château de Veyssilieu
- Chapelle de Veyssilieu, ouvert au culte en 1867[22]
- Église Saint-Hilaire de Veyssilieu

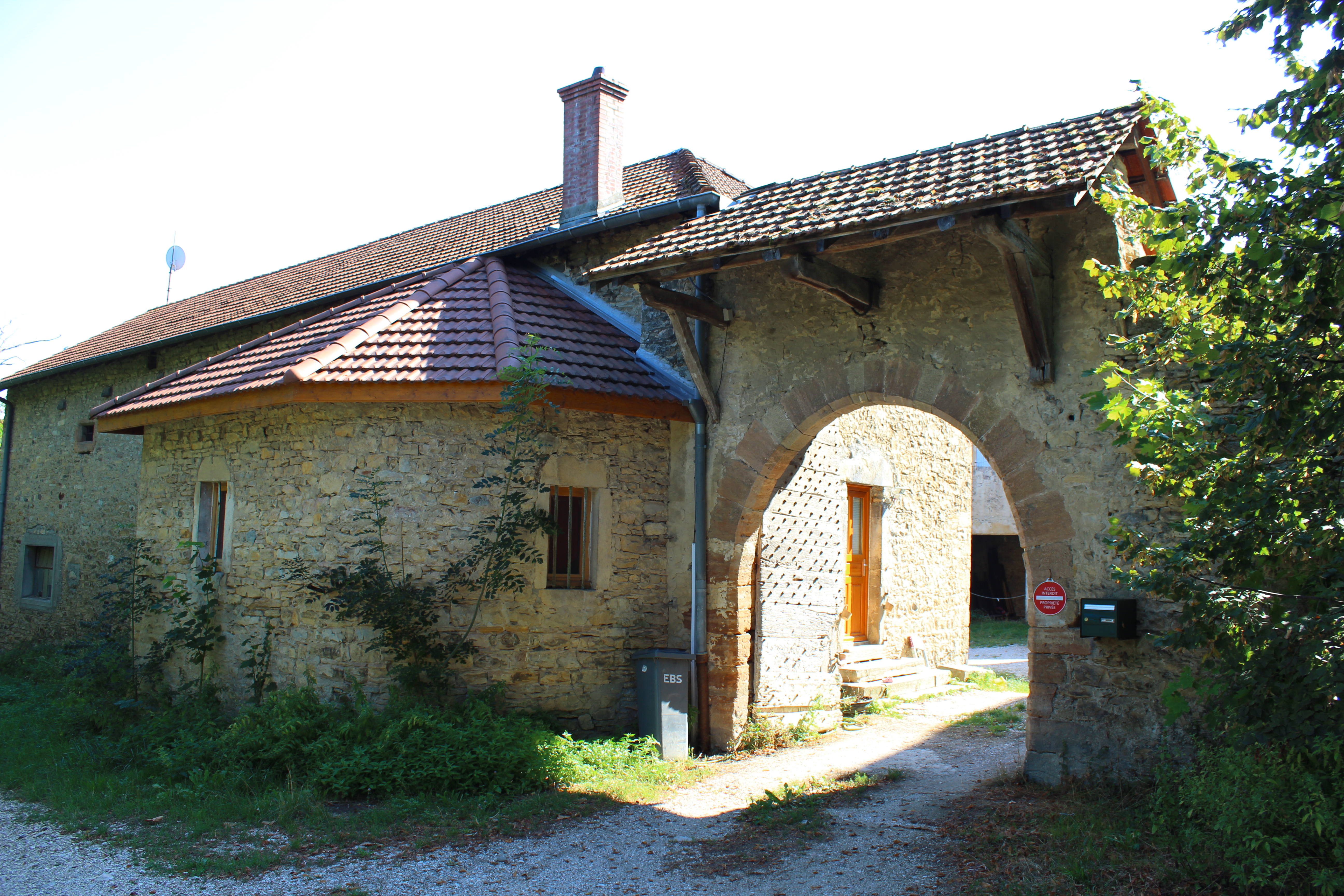
L'entrée du château de Veyssilieu.
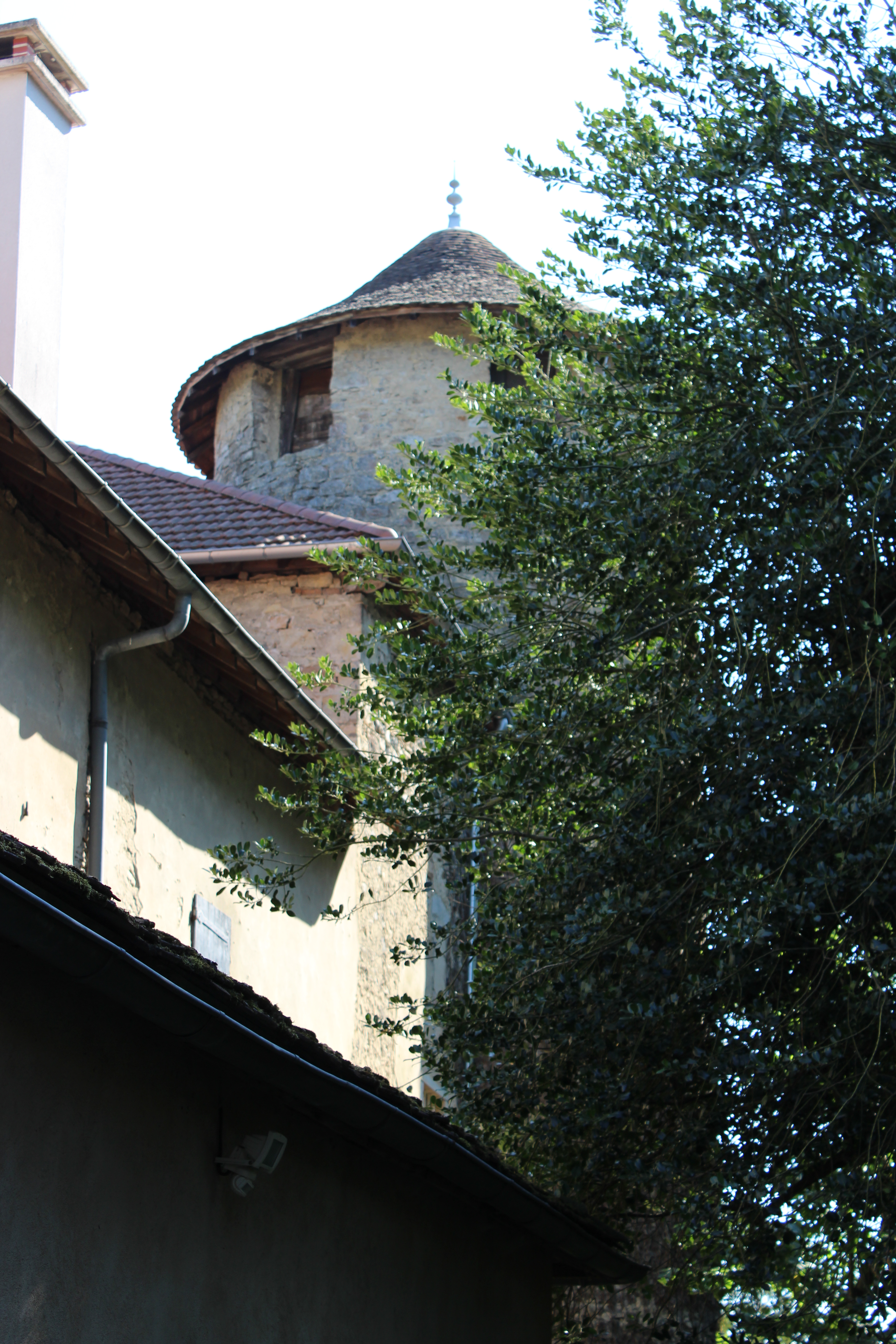
Tour du château.
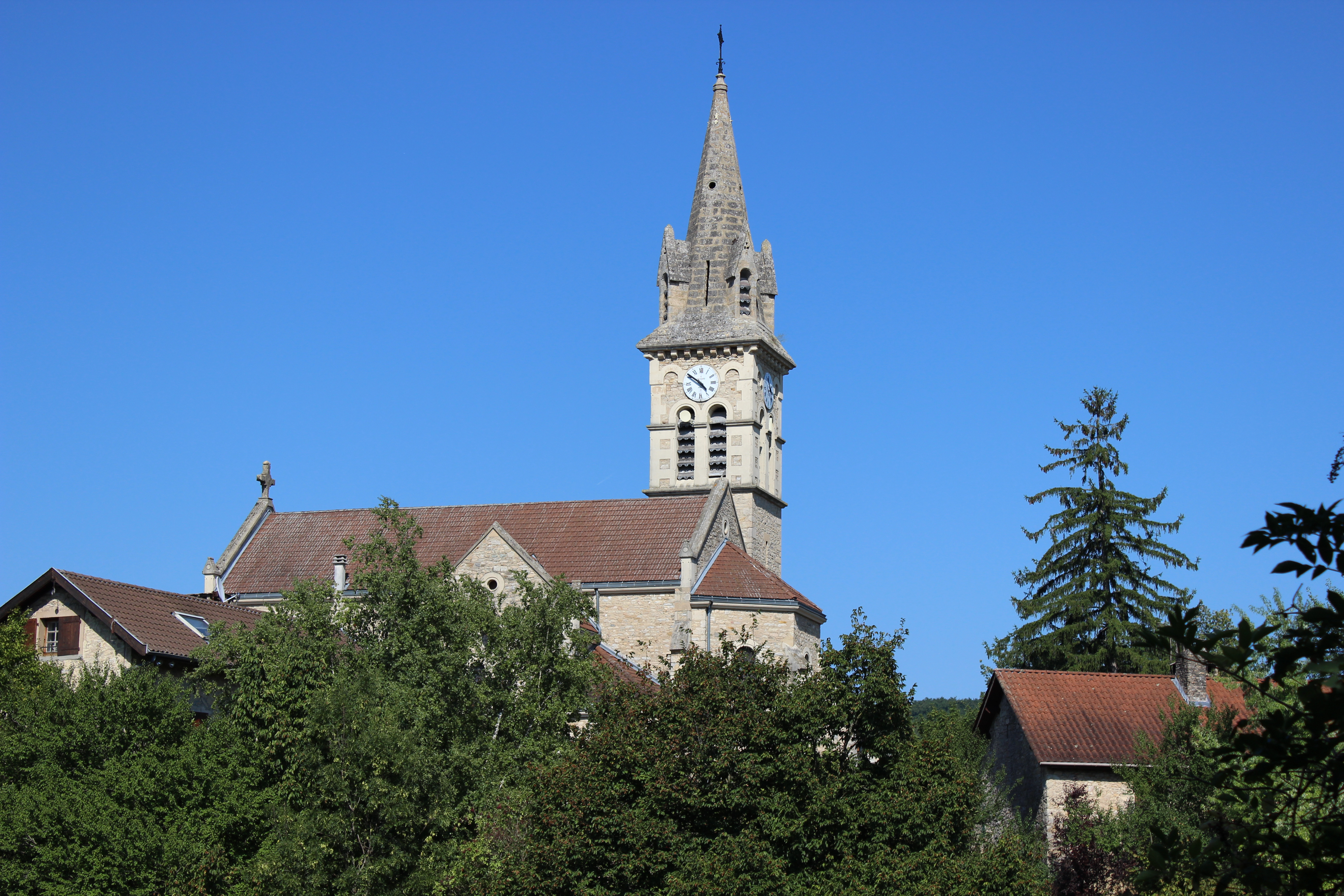
L'église vue du château.

### Personnalités liées à la commune
- Le comte d'Argout (1782-1858), gouverneur de la Banque de France et ministre sous la monarchie de Juillet, né à Veyssilieu.

### Héraldique
|  | Veyssilieu possède des armoiries dont l'origine et le blasonnement exact ne sont pas disponibles. |